# Stade Municipal de Mrirt
Stade Municipal de Mrirt – stadion piłkarski w Maroku, w mieście M'rirt, na którym gra tamtejszy klub Chabab Mrirt.

## Opis
Stadion mieści 2000 widzów. Nawierzchnia jest zrobiona od 2017 roku ze sztucznej trawy.